# 車冠德
車冠德（1979年11月6日—），台藝戲劇系、世新廣電研究所畢業，擔任藝人、主持人、電影監製、導演、節目製作人、男演員、節目主持人等。

## 電視劇
| 年份   | 頻道             | 劇名                 | 角色   | 備註  |
| 1998年 | 公視             | 野孩子               | 阿治   |       |
| 2005年 | TVBS歡樂台       | 惡男宅急電           | 水餃   |       |
| 2006年 | 衛視中文台       | 驚異傳奇 意外的訪客  | 阿龍   |       |
| 2011年 | 台視、三立都會台 | 勇士們               | 長貴   |       |
| 2006年 | 民視             | 再生緣               | 阿國   |       |
| 2017年 | 民視             | 幸福來了             | 鬍鬚   |       |
| 2018年 | 民視             | 實習醫師鬥格         | 黑子   |       |
| 2019年 | 民視             | 大時代               | 呂自強 | [ 2 ] |
| 2021年 | 民視             | 新台灣奇案-我有3個姓 | 張居萬 |       |
| 2021年 | 民視             | 孟婆客棧             | 賭友   |       |
| 2022年 | 民視             | 新台灣奇案-無心新娘  | 黃家寶 |       |
| 2022年 | 民視             | 決勝的揮拍           | 彭愛國 |       |

## 電影
| 年份 | 片名       | 飾演 | 導演   | 備註               |
| 1999 | 條子阿不拉 | 手下 | 李 崗  |                    |
| 2016 | 人生按個讚 | 阿泉 | 吳震亞 | 亦同時擔任電影監製 |

## 廣告代言
- 2023娘家順暢益生菌（大師篇）
- 劍湖山衝瘋飛車、搖擺康康
- 劍湖山搖擺康康
- 遠傳電信ICQ
- 遠傳電信求職篇
- 台新銀行信用卡
- 自然果力小蜜蜂篇
- 自然果力超市篇
- 必勝客
- MM巧克力小和尚篇
- MM巧克力拼圖篇
- 麥當勞過年好擠篇

## 公益活動
- 高雄肝病防治學術基金會公益活動
- 民視鳳凰藝能感恩送愛活動
- 2019成亮澄公益桌曆EP捐款公益活動記者會

## 外部連結
- 車冠德的Facebook專頁
- 車冠德的Instagram帳戶